# Koreaceratops hwaseongensis
Il koreaceratopo (Koreaceratops hwaseongensis) è un dinosauro erbivoro appartenente ai ceratopsi, o dinosauri cornuti. Visse alla fine del Cretaceo inferiore (Albiano, circa 105 milioni di anni fa) e i suoi resti sono stati ritrovati in Corea del Sud. È noto per le vertebre caudali particolarmente alte.

## Descrizione
Noto per uno scheletro incompleto ritrovato nel 2008 nella formazione Tando, questo dinosauro possedeva una caratteristica insolita: le vertebre caudali erano molto alte a causa delle spine neurali allungatissime (più di cinque volte rispetto al centro vertebrale). L'aspetto era probabilmente simile a quello di molti ceratopsi primitivi, dotati di un grosso cranio dotato di collare osseo posteriore corto e un grande becco, forti zampe posteriori e arti anteriori relativamente brevi. La coda, però, era più alta e appiattita lateralmente rispetto a quella delle forme simili come Archaeoceratops. In vita, Koreaceratops non doveva superare i 2 metri di lunghezza.

## Classificazione
Secondo la descrizione dei reperti fossili, avvenuta nel 2011, Koreaceratops era un dinosauro cornuto piuttosto basale, forse più evoluto rispetto a forme come Archaeoceratops ma meno derivato rispetto ai neoceratopsi, come Protoceratops, Leptoceratops e i ceratopsidi veri e propri. L'allungamento delle spine neurali delle vertebre caudali era un carattere piuttosto importante in molti neoceratopsi: alcune forme non strettamente imparentate fra loro (oltre a Koreaceratops, anche Montanoceratops, Udanoceratops, Protoceratops e Bagaceratops) erano dotate di code alte. Ciò suggerirebbe che questa caratteristica si sia sviluppata indipendentemente. Un'altra caratteristica insolita di Koreaceratops è data dall'astragalo, diviso in due fosse da una sorta di cresta prominente. Lo studio delle zampe di questa e altre forme ha indotto gli studiosi autori della descrizione a ritenere che i ceratopsi fossero in un primo momento esclusivamente bipedi, per poi passare attraverso stadi evolutivi in cui divennero bipedi facoltativi, finendo per diventare quadrupedi obbligati.